# Marge Champion
Marge Champion, nascida Marjorie Celeste Belcher (Los Angeles, 2 de setembro de 1919 – Los Angeles, 21 de outubro de 2020) foi uma atriz, dançarina e coreógrafa estadunidense.

## Biografia
Marge nasceu em Los Angeles, Califórnia e começou a dançar ainda muito jovem. Foi professora de balé na academia de seu pai, com 12 anos. Na adolescência, foi contratada pela Disney para ser modelo para o filme Snow White and the Seven Dwarfs. Eles copiaram seus movimentos para dar mais realismo ao filme. Depois, Marge ainda participou de Pinocchio e Fantasia. Inclusive Champion se casou com Art Babbitt que foi um dos maiores desenhistas da Walt Disney.
Foi agraciada com um Emmy de melhor coreografia em 1975 pelo trabalho no telefilme Queen of the Stardust Ballroom.
Morreu em 21 de outubro de 2020 na sua cidade natal, aos 101 anos.